# Marie-Hélène Descamps
Marie-Hélène Descamps (eigentlich Marylène Jeanne Claire Descamps, geb. Roy; auch Mylène Descamps genannt; * 5. Juli 1938 in Monts, Département Indre-et-Loire; † 2. August 2020 in Neuilly-sur-Seine, Département Hauts-de-Seine) war eine französische Politikerin (UDF, DL, UMP) und Kommunikationsberaterin. Sie war von 2002 bis 2009 Mitglied des Europäischen Parlaments.

## Leben
Descamps absolvierte ein Studium an der Pariser Filmhochschule Institut des hautes études cinématographiques (IDHEC). Sie arbeitete als Produktionsassistentin, dann als Journalistin bei der Wochenzeitschrift Télé 7 jours. In Lille lernte sie den Ingenieur, späteren Manager und Politiker Jean-Jacques Descamps kennen und heiratete ihn 1962. Das Paar bekam zwei Kinder. Von 1964 bis 1972 verantwortete Marie-Hélène Descamps die Nord-Ausgaben von Télé 7 jours und Marie Claire. Parallel dazu war sie bis 1968 Lehrbeauftragte für Filmtechnik an der École supérieure de journalisme de Lille. Sie wechselte dann zur öffentlich-rechtlichen Rundfunkanstalt ORTF nach Paris.
Durch ihren Mann kam sie mit der Politik in Kontakt und schloss sich den Républicains indépendants an, der Partei von Valéry Giscard d’Estaing. Nach Giscards Wahl zum Staatspräsidenten 1974 wurde Descamps Mitarbeiterin im Stab von Michel d’Ornano, der zunächst Industrie-, dann Kultur- und schließlich Umweltminister war. Nach dem Regierungswechsel 1981 wurde sie Pressesprecherin von Giscard d’Estaing und seinem Parteienbündnis Union pour la démocratie française (UDF), das sich nun in der Opposition befand. Als Michel d’Ornano von 1986 bis 1988 Vorsitzender des Finanzausschusses der Nationalversammlung war, fungierte Descamps wiederum als seine Beraterin. Mit Anne Méaux gründete sie 1988 die Kommunikationsberatungsfirma Image 7, die sowohl für mehrere der größten französischen Aktiengesellschaften (CAC 40) als auch für politische Kampagnen arbeitete.
Als Mitglied der Démocratie libérale (DL) trat Descamps bei der Europawahl 1999 an. Sie verpasste zunächst den Einzug in das Europäische Parlament, rückte aber im Juni 2002 für ihre Parteikollegin Tokia Saïfi nach, die als Staatssekretärin in die französische Regierung wechselte. Die DL ging Ende 2002 in der Mitte-rechts-Sammelpartei Union pour un mouvement populaire (UMP) auf, der Descamps fortan angehörte. Im EU-Parlament saß sie in der konservativen EVP-ED-Fraktion und war Mitglied im Petitionsausschuss. Bei der Europawahl 2004 wurde sie wiedergewählt. In der Legislaturperiode bis 2009 gehörte sie dem Ausschuss für Kultur und Bildung an und war Delegierte für die Beziehungen zu den Vereinigten Staaten.
Sie lebte in der zentralfranzösischen Kleinstadt Loches (Département Indre-et-Loire), in der ihr Ehemann Jean-Jacques Descamps von 1995 bis 2014 Bürgermeister war.

## Preise und Auszeichnungen (Auswahl)
- Offizier der Ehrenlegion
- Offizier des Französischen Nationalverdienstordens